# Klaus Ploghaus
Klaus Dieter Ploghaus (ur. 31 stycznia 1956, zm. 11 stycznia 2022 w Hambühren) – niemiecki lekkoatleta, młociarz, brązowy medalista olimpijski.

## Sukcesy
- dwa złote medale Uniwersjady (Meksyk 1979 & Bukareszt 1981)
- najlepszy wynik na listach światowych (1981)[2]
- brąz podczas Igrzysk olimpijskich (Los Angeles 1984)

## Rekordy życiowe
- Rzut młotem - 81.32 (1986)